# 荃灣天主教小學
荃灣天主教小學（英語：Tsuen Wan Catholic Primary School），簡稱TWCPS，是一所位於香港荃灣的天主教男女小學，目前開設小一至小六級，共18班。建築與葛達二聖堂相連，背靠仁濟醫院，臨大窩口北，左翼一條街就是名逸居及悅來酒店（熊貓酒店）。右翼則是德華公園以及荃灣千色匯。

## 校訓
敬主愛群 力學求真
傳揚基督的福音、愛心和為人服務的精神；
彰顯淳樸的校風；樹立優良的典範；
培養學生的良好品格及學業成績，致力為社會培訓優秀人才。

## 學校設施

### 地下
舊翼：籃球場、雨天操場、戲台、輔導室、體育用品室（A、B）
新翼：校監室、種植區

### 一樓
舊翼:多用途室、音樂A室、學生活動室、職員室、醫療室、校務處
新翼：會議室、音樂B室

### 二樓
舊翼：1A、1B、1C、2A、2B、2C課室、儲物室、常識室 
新翼：英文室、小組學習室

### 三樓
舊翼：3A、3B、3C、4A、4B、4C課室、教職員辦公室、電腦室
新翼：教員室

### 四樓
舊翼：5A、5B、5C、6A、6B、6C課室、多用途室、視覺藝術室
新翼：圖書館

### 天台
運動場、攀石場

## 校政管理

### 歷任校監
- 胡路明女士[1]
- 甘寶維神父
- 伍國寶神父
- 黃景聲執事

### 歷任校長

#### 上午校
- 胡路明先生[2]

#### 下午校
- 葉德霖先生[2]（由牛頭角聖鮑思高學校轉職）

#### 全日
- 梁兆彬先生（Mr. Leung Shiu Bun）（2000年－2008年）[1]
- 侯麗珊女士（Ms. Hau Lai Shan）（2008年－2011年）
- 何甘淑嫻女士（Mrs Ho Kam Shuk Han）（2011年－2016年）
- 馬國良先生（Mr. Ma Kwok Leung）（2016年－2023年）
- 陳碧琪女士 (Ms. Chan Pik Ki Peggy) （2023年－  )

## 著名/傑出校友
- 關心妍：香港藝人、女歌手
- 林彥邦：香港無綫電視新聞記者
- 羅鈞滿：香港男藝人
- 葉韻怡：香港電台第一台節目《萬千寵愛》、《精靈一點》主持[註 1]
- 嚴崇天：香港電視節目主持
- 羅淑佩：香港文化體育及旅遊局局長

## 課外活動
- 學生組織：信社、望社、愛社
- 宗教：基督小先鋒、Action Song小天使
- 興趣組：球類、田徑、游泳班、跆拳道、編程班、小提琴班、棋藝、書法、舞蹈組等
- 服務組：公益少年團、幼童軍、小童軍、急救小約翰

## 外部連結
- 荃灣天主教小學 （页面存档备份，存于）
- 荃灣天主教小學 - 小學概覽